# Maria Pognon
Maria Pognon, nascuda Maria Rengnet (Honfleur, 1844 - Sydney, Austràlia, 1925) fou una periodista i oradora francesa, socialista i feminista. Participà en el llarg combat per a l'emancipació femenina durant la III República. Fou presidenta de la Lliga pel Dret de les Dones i membre del Consell d'administració de la Lliga de la Pau i la Llibertat.

## Biografia
Maria era filla de Julien Rengnet, ensostrador de pissarra a Honfleur; té una germana, Myrtile. Es casà amb un comerciant, però enviduà als 44 anys. Amb els seus dos fills es trasllada a París el 1888, on treballa en un hotel.
Iniciada en el feminisme per la seua germana, s'incorpora al 1882 en la Lliga francesa pels drets de les dones que acabava de crear Léon Richer i el 1891 n'és presidenta. El 1893 es casa amb l'arquitecte Raymond Pognon. Fou admesa en la primera Lògia mixta a França per Maria Deraismes i Georges Martin; aquesta lògia és l'origen de l'Orde Mixt Internacional, El Dret Humà, fundat el 1901.

El 1896 presideix el Congrés Internacional de la condició i dels drets de la dona. En la tribuna Maria Pognon realitza un discurs sobre la «bicicleta igualitària amb què es farà l'emancipació de la dona». Els seus discursos impressionen la periodista Marguerite Durand, que feu el seguiment del congrés per al diari Le Figaro:
| «                   | ... m'impactà la lògica del discurs, el bon fonament de les reivindicacions, la capacitat de dominar l'oratòria i dirigir els debats de la presidenta Maria Pognon. | » |
| — Marguerite Durand | |   |

A l'any següent Marguerite Durand llança, el 9 de desembre de 1897, La Fronde, un diari redactat, fabricat i venut per dones, destinat a informar de l'activitat dels principals grups feministes, en què, per descomptat, convida a Maria a participar. Maria pot així reivindicar «A igual treball igual salari» dels socialistes per a les dones:
| «              | Els homes avancen, de classe en classe, fins al lloc de director; ¿per què les dones que han demostrat pel seu treball la mateixa capacitat que els homes són excloses de tots els oficis remunerats? N'esperem resposta![1] | » |
| — Maria Pognon | |   |

El 1900 al Congrés de la condició i dels drets de les dones, rebutja el terme de «feminisme burgés» amb el qual certs socialistes etiqueten la lluita feminista. Maria Pognon s'incorpora al Consell nacional de les dones franceses instaurat el 1901 sota la direcció d'Isabelle Bogelot i en companyia de Sarah Monod, Adrienne Avril de Sainte-Croix, Julie Siegfried, Marie Bonnevial i Madame Wiggishoff.
El 1904, abandona París i la direcció de la Lliga per instal·lar-se amb el seu marit a Nova Caledònia.
Després de la mort del seu marit, el 1910, s'acosta a la seua filla Mathilde, lectora a la Universitat de Sydney. El seu fill Raymond es queda a Nova Caledònia. S'instal·la a Sydney, a Austràlia, on mor a l'abril 1925. Mathilde es casà amb el periodista i crític d'art australià Gerald Marr Thompson el 1932.

## Raymond Pognon
Raymond Pognon (nascut el 30 de novembre de 1873 a Honfleur i mort el 19 de maig de 1959 a Melbourne, Austràlia) és al 1912 cap de servei administratiu de la societat minera Le Nickel a Nouméa, després fou llaurador i ramader. Conseller general de Nova Caledònia de 1913 a 1925, portaveu al Parlament de Nova Caledònia, president del Consell general de 1922 a 1924, és, entre 1920 i 1925, director del periòdic França Australe.
Rebutja l'armistici de juny del 1940, i el 19 de setembre de 1940 és un dels autors de l'adhesió de Nova Caledònia a l'estat francés. Contribueix a l'aixecament de voluntaris per formar el Batalló del Pacífic (BP 1) que col·laborà en les operacions de Bir-Hakeim. Per la seva adhesió al general De Gaulle, fou condemnat a mort i a la confiscació de tots els seus béns, pel Tribunal militar permanent de Saigon, judici anul·lat i revisat pel Tribunal d'apel·lació de Saigon, el 4 de març de 1949.
El 1942, Raymond Pognon fou condecorat amb la Creu de l'Alliberament. S'instal·la a Austràlia, on mor el 19 de maig de 1959, a Melbourne.